# Frederick Sanger
Frederick Sanger (13. srpna 1918 Rendcomb – 19. listopadu 2013 Cambridge) byl britský biochemik. Byl dvojnásobným nositelem Nobelovy ceny za chemii – z roku 1958 za určení struktury bílkovin, zejména inzulinu, a z roku 1980 za metodu zjišťování struktury nukleových kyselin. Spolu s ním cenu obdrželi americký molekulární genetik Walter Gilbert, autor metody zjištění struktury DNA, a americký biochemik Paul Berg, jeden ze zakladatelů genového inženýrství. 
Sanger studoval na univerzitě v Cambridge a v roce 1943 zde získal doktorát. V Cambridge pracoval po zbytek své kariéry, dlouhá léta zde působil jako vedoucí oddělení proteinové chemie v Laboratoři molekulární biologie. Zabýval se především strukturou proteinů, vymyslel metodu, jak určit pořadí aminokyselin, které tvoří konkrétní bílkovinu a vyvinul metodu sekvenování DNA, která umožnila přesné určení pořadí nukleotidů v DNA. Sangerova práce položila základy pro moderní molekulární biologii a genetiku.
Je jedním z pěti laureátů, kteří obdrželi Nobelovu cenu dvakrát a jedním ze tří dvojnásobných nositelů ve stejné kategorii, dalšími jsou John Bardeen za fyziku a Karl Barry Sharpless za chemii.

## Mládí a studia
Frederick Sanger se narodil 13. srpna 1918 v malé vesnici Rendcomb v anglickém hrabství Gloucestershire. Jeho otec byl praktický lékař a působil jako anglikánský lékařský misionář v Číně. Kvůli špatnému zdraví se vrátil do Anglie, kde se oženil s o čtyři roky mladší Cicely Crewdson. Sanger měl o rok staršího bratra Theodora a o pět let mladší sestru Mary. Otec brzy po narození svých dvou synů konvertoval ke kvakerství a děti vychovával jako kvakery. Matka pocházela z rodiny zámožného továrníka na bavlnu a měla kvakerský původ, ale sama kvakerkou nebyla.
Když bylo Sangerovi asi pět let, přestěhovali se do malé vesnice Tanworth-in-Arden v hrabství Warwickshire. Rodina byla poměrně zámožná a zaměstnávala guvernantku, která děti učila. Když mu bylo devět let, poslali ho rodiče do internátní přípravné školy v Herefordshire vedené kvakery, kam již chodil jeho bratr Theo. V roce 1932, ve věku čtrnácti let, nastoupil do nedávno založené soukromé školy Bryanston School v Dorsetu. Ta používala daltonský systém, progresivní vzdělávací systém založený ve Spojených státech v roce 1911, a měla liberálnější režim, který Sangerovi mnohem více vyhovoval. Ve škole ho obzvláště bavily přírodovědné předměty. Díky tomu, že mohl složit závěrečnou zkoušku o rok dříve, mohl strávit většinu posledního roku školy experimentováním v laboratoři po boku svého učitele chemie Geoffreyho Ordishe, který vystudoval na Cambridgeské univerzitě a byl výzkumným pracovníkem v Cavendishově laboratoři. Práce s Ordishem byla osvěžující změnou oproti sezení a studiu knih a probudila v Sangerovi touhu věnovat se vědecké kariéře.
Zpočátku Sanger uvažoval o studiu medicíny, ale brzy od této myšlenky upustil, když viděl, jak těžce musí jeho otec pracovat jako místní lékař. Odrazoval ho hlavně otcův nedostatek času, kdy se nemohl plně soustředit na jednu věc. Naproti tomu věda podle jeho názoru nabízela mnohem klidnější a vhodnější životní styl. Přihlásil se tedy ke studiu přírodních věd na Cambridge a byl přijat na St John's College, kde studovali také jeho otec a strýc.
V roce 1936 začal studovat v rámci přírodovědného kurzu chemii a fyziku jako hlavní předměty a matematiku a biochemii jako vedlejší. K biochemii ho přivedlo nadšení Ernesta Baldwina, jeho učitele na St John's College. Na konci prvního ročníku dal místo fyziky přednost fyziologii. Jeho oblíbeným předmětem byla biochemie, katedra byla relativně nově založená a kromě Baldwina zde přednášeli například Malcolm Dixon a Joseph Needham. Sanger promoval v roce 1940.
Sangerovo přesvědčení bylo jako vysokoškoláka silně ovlivněno jeho kvakerskou výchovou. Byl pacifistou a členem Unie mírových slibů.

## Vědecká kariéra
Sanger zůstal v Cambridgi, v roce 1943 získal doktorát z biochemie, připojil se ke skupině Charlese Chibnalla a pracoval na aminokyselinovém složení hovězího inzulinu. V letech 1951 a 1952 se mu podařilo určit kompletní aminokyselinové složení dvou polypeptidových řetězců hovězího inzulinu A a B. Pomocí kyselin rozdělil molekulu na menší části, které od sebe oddělil za použití elektroforézy a chromatografie. Další analýzy určily pořadí aminokyselin ve dvou řetězcích molekuly a v roce 1955 Sanger zjistil, jak jsou řetězce navzájem propojeny. Byl to vůbec první protein, jehož strukturu se podařilo určit. Výsledky Sangerova výzkumu byly využity k výrobě syntetického inzulínu, který měl obrovský přínos pro léčbu cukrovky.

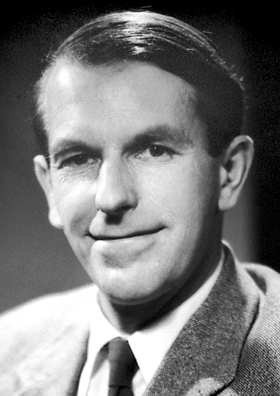
Frederick Sanger v roce 1958

Dříve se všeobecně předpokládalo, že proteiny jsou amorfní. Sangerovým hlavním zjištěním bylo, že dva polypeptidové řetězce proteinu inzulínu mají přesný sled aminokyselin a že každý protein má jedinečnou sekvenci. Právě tento úspěch mu v roce 1958 vynesl první Nobelovu cenu za chemii. Tento objev byl klíčový pro pozdější sekvenční hypotézu Francise Cricka pro rozvoj představ o tom, jak DNA (deoxyribonukleová kyselina) kóduje proteiny.
Domnívám se, že jsme svou práci nedělali kvůli penězům nebo slávě, ale proto, že nás zajímala a bavila a my byli pevně přesvědčeni, že má smysl.
Frederick Sanger
Kolem roku 1960 se Sanger zaměřil na nukleové kyseliny, RNA a DNA. V roce 1962 otevřela Rada pro lékařský výzkum v Cambridge novou laboratoř molekulární biologie, do které nastoupili biochemici Max Perutz a John Kendrew a biofyzik Francis Crick. Sanger se k nim připojil jako vedoucí proteinového oddělení. Pro skupinu to byl významný rok, neboť Perutz a Kendrew obdrželi v roce 1962 Nobelovu cenu za chemii a Crick v témže roce získal společně s americkým genetikem Jamesem Watsonem a britským biofyzikem Mauricem Wilkinsem Nobelovu cenu za fyziologii a lékařství za objev DNA.
Sanger vyvinul metody pro určování krátkých sekvencí v RNA. Jako první určil pořadí bází nukleových kyselin adeninu, guaninu, cytosinu a uracilu, které tvoří DNA. Jeho práce vyvrcholila kolem roku 1975 vývojem techniky pro sekvenování DNA. Metodu použil v roce 1977 k určení sekvence DNA bakteriofága ɸx 174 o 5375 nukleotidech, lidské mitochrondriální DNA (16 338 nukleotidů) a bakteriofága λ (48 500 nukleotidů). Později byla tato metoda zdokonalena a zautomatizována a používala se u sekvenování lidského genomu (3 miliardy nukleotidů). Za přínos k metodám sekvenování DNA byla Sangerovi v roce 1980 udělena druhá Nobelova cena za chemii.

### Postgraduální studenti
Během své kariéry vedl Sanger více než deset doktorandů, dva z nich získali Nobelovu cenu. Jeho prvním postgraduálním studentem byl Rodney Porter, který se k výzkumné skupině připojil v roce 1947. Porter v roce 1972 obdržel spolu s Geraldem Edelmanem Nobelovu cenu za fyziologii a lékařství za výzkum chemické struktury protilátek. V letech 1971–1974 pracovala v Sangerově laboratoři Elizabeth Blackburn, která získala v roce 2009 společně s Carol Greider a Jackem Szostakem Nobelovu cenu za fyziologii a lékařství za práci o telomerách a působení telomerázy.

## Osobní život
Postupem času Sanger ztratil zájem o náboženství a stal se agnostikem, ale jeho kvakerská výchova ovlivňovala jeho filozofické názory po celý život. V souladu s kvakerským učením neodnímat lidský život zůstal pacifistou a jeho chování formovala kvakerská zásada mluvit pravdu. Například když se ho ptali, jak se má a on se necítil dobře, bylo mu zatěžko odpovídat, že se má dobře. Tato filozofie byla také základem jeho přístupu k vědecké práci. Byl pevně přesvědčen, že vědci by měli vždy mluvit pravdu, protože, jak říkal, „vědec skutečně zkoumá pravdu“.

### Manželství a rodina
Díky svému zapojení do protiválečné skupiny cambridgeských vědců se Sanger seznámil se svou budoucí ženou Joan Howe, která studovala ekonomii na Newnham College. Námluvy proběhly v době, kdy se připravoval na druhou část zkoušek, a vzali se po jeho promoci v prosinci 1940. Měli spolu tři děti Robina (*1943), Petera (*1946) a Sally Joan (*1960). Sanger uváděl, že za svůj úspěch ve výzkumu vděčil klidnému prostředí svého domova a rodiny.

### Život v důchodu
V roce 1983 odešel Sanger do důchodu. Poslední desetiletí svého života strávil v relativním klidu a věnoval se zahradničení ve svém domě ve Swaffham Bulbeck nedaleko Cambridge.
V roce 1992 založily nadace Wellcome Trust a Rada pro lékařský výzkum Sangerovo centrum pro genetický výzkum později známé jako Sangerův institut. Ústav se nachází jen několik kilometrů od Sangerova domova v areálu Wellcome Trust Genome Campus nedaleko Hinxtonu. Na žádost zakládajícího ředitele ústavu Johna Sulstona souhlasil Sanger s tím, aby po něm bylo centrum pojmenováno. Osobně se zúčastnil jeho otevření dne 4. října 1993. Centrum hrálo vedoucí úlohu v mezinárodním projektu sekvenování lidského genomu. Z původních méně než 50 zaměstnanců se postupně rozrostlo a v roce 2020 měl ústav asi 900 zaměstnanců a představuje jedno z největších světových center genomického výzkumu.